# Élection présidentielle américaine de 1980 en Virginie-Occidentale
L'élection présidentielle américaine de 1980 en Virginie-Occidentale a lieu le 4 novembre 1980 comme dans les 49 autres États qui composent les États-Unis ainsi que le district de Columbia. Les électeurs ouest-virginiens choisissent des grands électeurs pour les représenter dans le collège électoral à travers un vote populaire. La Virginie-Occidentale possède en 1980 6 grands électeurs. L'État donne l'ensemble de ses grands électeurs au candidat du Parti démocrate, le président sortant Jimmy Carter. 
Le candidat vainqueur de ce scrutin dans tout le pays sera néanmoins le candidat républicain Ronald Reagan, qui occupera la présidence des États-Unis du 20 janvier 1981 au 20 janvier 1989, ayant été réélu en 1984. 